# Synchroonzwemmen op de Olympische Zomerspelen 2012
Synchroonzwemmen is een van de sporten die beoefend werden tijdens de Olympische Zomerspelen 2012 in Londen. De wedstrijden vonden van 5 tot en met 10 augustus plaats in het London Aquatics Centre.
Synchroonzwemmen is samen met de ritmische gymnastiek de enige sportdiscipline die alleen door vrouwen wordt beoefend op de Olympische Spelen. Na de toevoeging van het vrouwen boksen op deze editie zijn het ook de enige sportdisciplines die door één geslacht wordt beoefend.

## Kwalificatie
Er mochten in totaal 104 synchroonzwemsters deelnemen, met een maximum van negen per land (indien het met een team deelnam). Per onderdeel kon een NOC maximaal één startplaats invullen.
Bij de teamwedstrijd mocht het gastland Groot-Brittannië een team inschrijven. Vier continentale kampioenen kwalificeerden zich eveneens voor de teamwedstrijd, Groot-Brittannië vertegenwoordigde Europa op voorhand in deze. De laatste drie deelnemers kwalificeerden zich via een mondiaal kwalificatietoernooi dat van 18 tot en met 22 april 2012 gehouden werd in Londen.
Bij de duetten mochten 24 duo’s deelnemen. Het gastland was automatisch gekwalificeerd. De vijf continentale kampioenen kwalificeerden zich eveneens voor het olympisch toernooi. De zeven overige landen die zich voor de teamwedstrijd hadden gekwalificeerd mochten eveneens een duet inschrijven. De overige plaatsen werden ingevuld door de beste landen van het mondiaal kwalificatietoernooi die zich nog niet hadden gekwalificeerd.
|                                                              | Duet | Team |
| ------------------------------------------------------------ | ---- | ---- |
| Gastland                                                     | 1    | 1*   |
| Continentaal kampioen Afrika, Amerika, Azië, Europa, Oceanië | 5    | 4*   |
| 1 plaats per NOC dat in teamverband deelneemt                | 7    |      |
| Mondiaal OKT                                                 | 11** | 3    |
| Totaal                                                       | 24   | 8    |

* Groot-Brittannië nam de plaats in van de Europees kampioen
** of meer plaatsen bij doublures/terugtrekkingen om tot 24 startplaatsen te komen

## Programma
| Discipline | Dag         | Lokale tijd | MEZT        | Onderdeel                 |
| ---------- | ----------- | ----------- | ----------- | ------------------------- |
| Duet       | 5 augustus  | 15:00-16:40 | 16:00-17:40 | Technische oefening       |
| Duet       | 6 augustus  | 15:00-17:10 | 16:00-18:10 | Vrije oefening, voorronde |
| Duet       | 7 augustus  | 15:00-16:30 | 16:00-17:30 | Vrije oefening, finale    |
| Team       | 9 augustus  | 15:00-15:45 | 16:00-17:45 | Technische oefening       |
| Team       | 10 augustus | 15:00-15:45 | 16:00-16:45 | Vrije oefening, finale    |

## Medailles
| Onderdeel | Goud | Goud | Zilver | Zilver                                                                                              | Brons | Brons |
| --------- | ---- | --- | ------ | --------------------------------------------------------------------------------------------------- | ----- | --- |
| Duet      | RUS  | Natalja Isjtsjenko Svetlana Romasjina | ESP    | Ona Carbonell Andrea Fuentes                                                                        | CHN   | Huang Xuechen Liu Ou |
| Team      | RUS  | Anastasia Davydova Maria Gromova Natalia Istsjenko Elvira Chasjanova Daria Korobova Aleksandra Patskevitsj Svetlana Romasjina Alla Sjisjkina Anzjelika Timanina | CHN    | Chang Si Chen Xiaojun Huang Xuechen Jiang Tingting Jiang Wenwen Liu Ou Luo Qian Sun Wenyan Wu Yiwen | ESP   | Clara Basiana Alba Cabello Ona Carbonell Margalida Crespí Andrea Fuentes Thaïs Henríquez Paula Klamburg Irene Montrucchio Laia Pons |

### Medaillespiegel
| Plaats | Land    | NOC    | Goud | Zilver | Brons | Totaal |
| ------ | ------- | ------ | ---- | ------ | ----- | ------ |
| 1      | Rusland | RUS    | 2    | 0      | 0     | 2      |
| 2      | China   | CHN    | 0    | 1      | 1     | 2      |
| 2      | Spanje  | ESP    | 0    | 1      | 1     | 2      |
| Totaal | Totaal  | Totaal | 2    | 2      | 2     | 6      |